# Benton County, Arkansas
Benton County är ett administrativt område i delstaten Arkansas, USA. År 2010 hade countyt 221 339 invånare. Den administrativa huvudorten (county seat) är Bentonville.

## Geografi
Enligt United States Census Bureau har countyt en total area på 2 280 km². 2 191 km² av den arean är land och 89 km²  är vatten.

### Angränsande countyn
- Barry County, Missouri  - nord
- Carroll County  - öst
- Madison County  - sydöst
- Washington County  - syd
- Adair County, Oklahoma  - sydväst
- Delaware County, Oklahoma  - väst
- McDonald County, Missouri  - nordväst